# Улитки по-шарантски
Улитки по-шарантски (фр. escargots à la charentaise или cagouilles à la charentaise) — традиционный рецепт шарантской кухни, приготовленный из улиток вида Helix aspersa aspersa (фр., Petit-gris)  или Helix aspersa maxima (Gros-Gris), на сливочном масле, с мясным фаршем, белым вином, коньяком и помидорами.

## История
Улиток употребляли в пищу ещё со времён доисторических охотников и собирателей. Пети-гри — один из символов Шаранты. Этот рецепт — вариация блюда «Улитки по-бордосски».

## Приготовление
Существуют различные местные вариации этого рецепта. Лук-шалот, измельченный чеснок, возможно, лук-порей и морковь, а также деревенскую ветчину (или колбасный фарш) обжаривают в сливочном масле в кастрюле. Добавляют сухое белое вино, измельченные помидоры, соль и перец и, возможно, коньяк. Добавляют улиток (предварительно приготовленных в курбульоне) и продолжают готовить на медленном огне. Подают в кассолетках (наподобие кокотниц) с измельченной петрушкой.

## Вариации

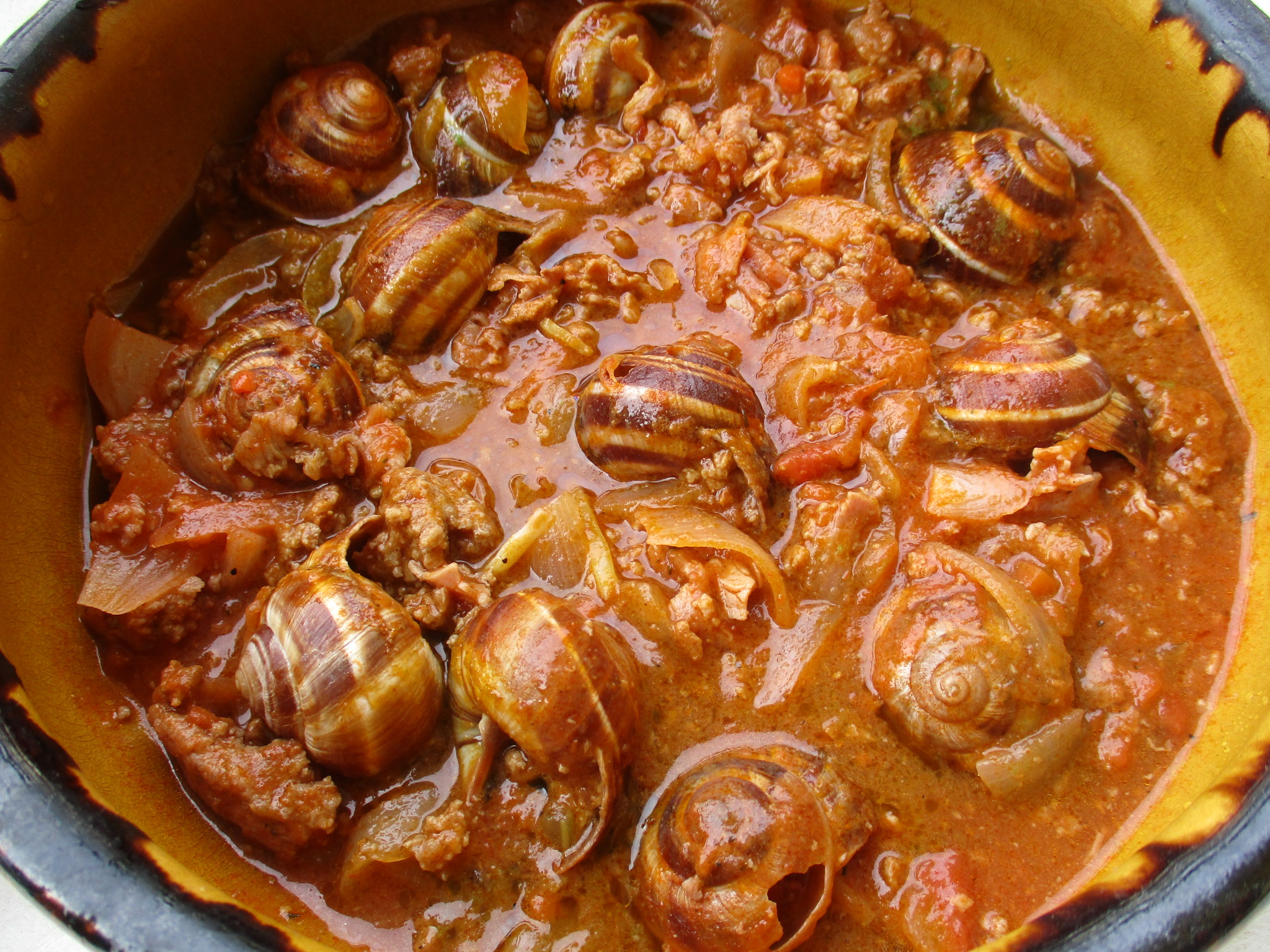
Улитки по-бордосски
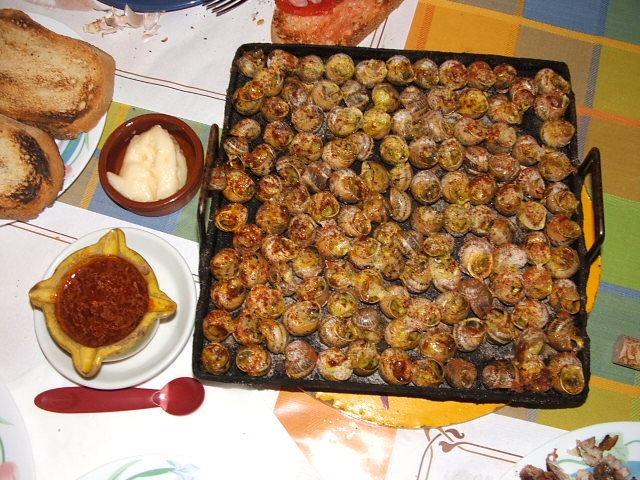
Карголада (улитки по-каталонски)
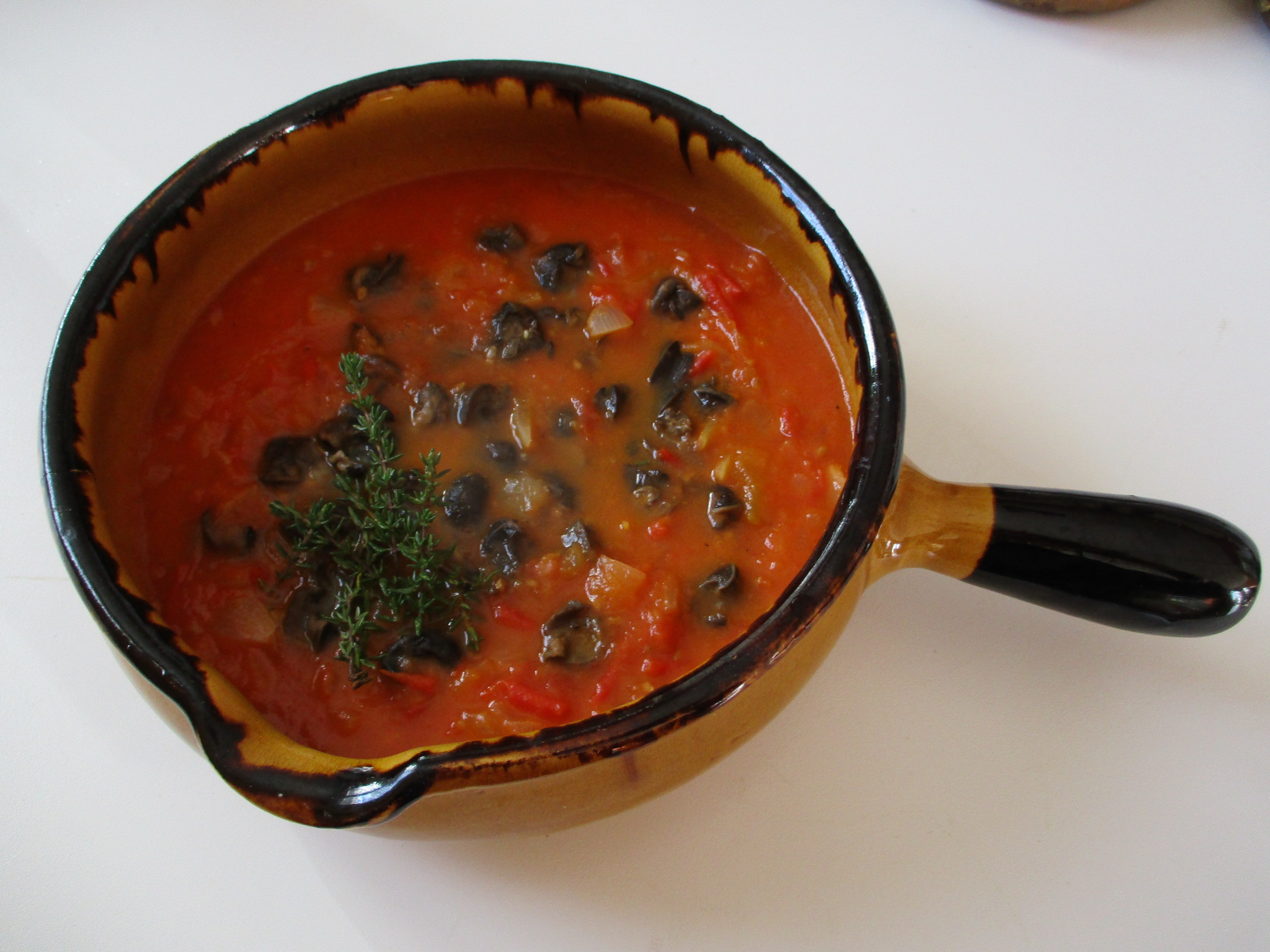
Улитки по-провансальски